# Bullards
Bullards az Amerikai Egyesült Államok északnyugati részén, Oregon állam Coos megyéjében elhelyezkedő önkormányzat nélküli település.
A posta 1897 és 1955 között működött.